# Rtina

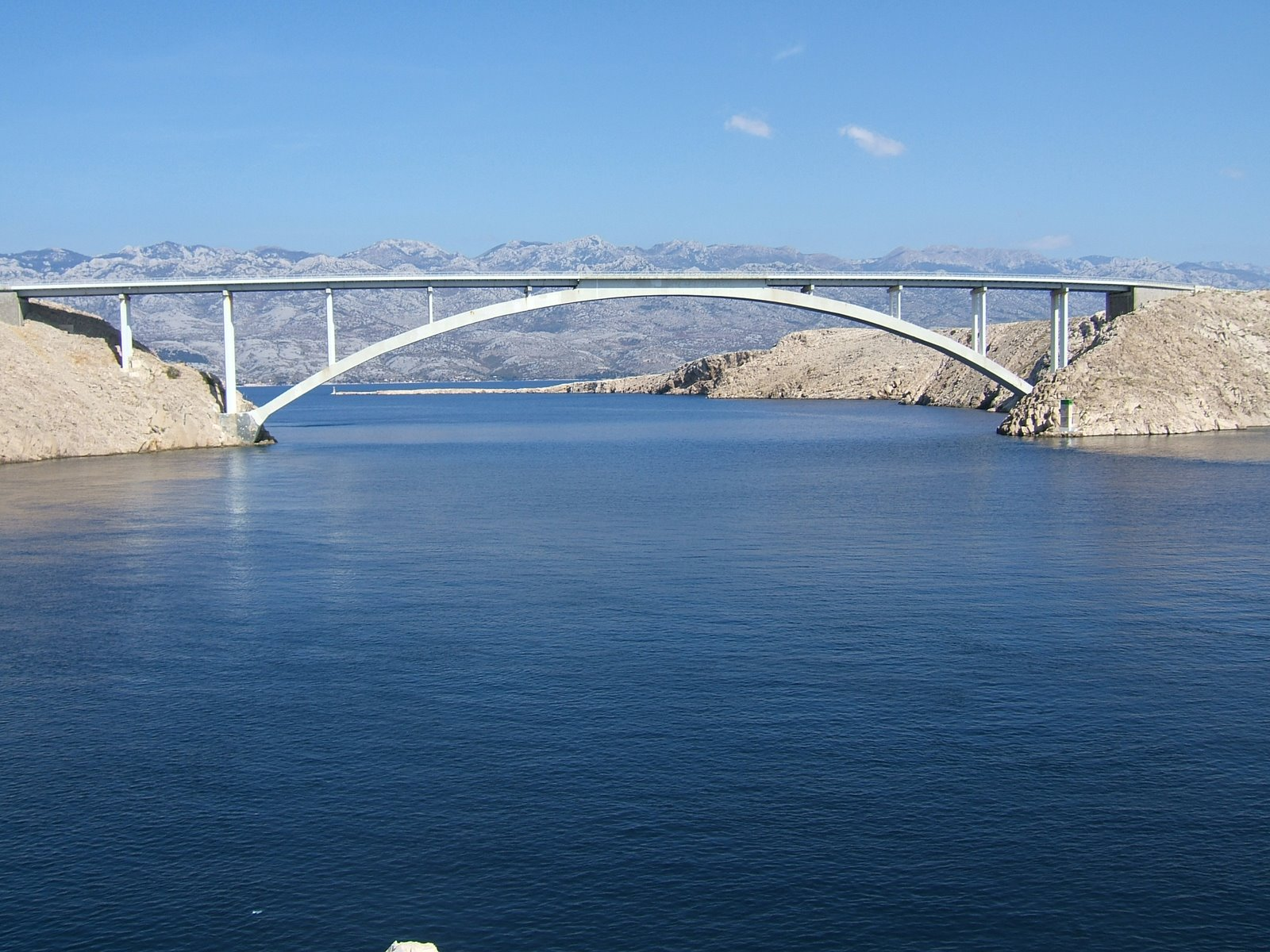
Pažský most, nacházející se blízko Rtiny

Rtina je vesnice a přímořské letovisko v Chorvatsku v Zadarské župě, spadající pod opčinu Ražanac. Nachází se malém poloostrově před ostrovem Pag, asi 19 km severovýchodně od Zadaru. V roce 2011 zde trvale žilo 452 obyvatel.
Vesnice je napojena na silnici D106, která zahrnuje také blízký Pažský most. Sousedními vesnicemi jsou Jovići, Krneza, Ljubač, Miškovići a Ražanac.